# 6027 Waratah
6027 Waratah este o planetă minoră (asteroid), cu un diametru de 7,091 km, din centura de asteroizi. A fost descoperită pe 23 septembrie 1993 la Observatorul Siding Spring de Gordon J. Garradd⁠(d) și a fost numită după Telopea speciosissima⁠(d). 
Obiectul prezintă o orbită caracterizată de o semiaxă mare de 2,202199 UAi, o excentricitate de 0,16, o înclinație de 5,6481 ° în raport cu ecliptica.